# Hayley Hasselhoff

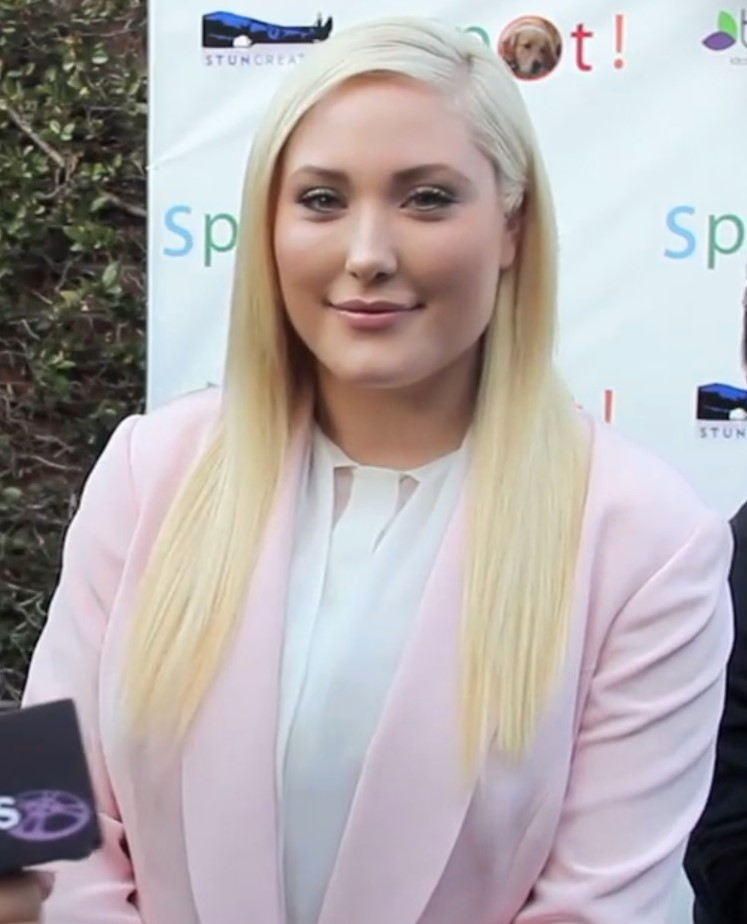
Hayley Hasselhoff

Hayley Amber Hasselhoff (* 26. August 1992 in Los Angeles, Kalifornien) ist eine US-amerikanische Schauspielerin und Model.

## Leben
Hayley Hasselhoffs Eltern sind der Schauspieler und Sänger David Hasselhoff und die Schauspielerin Pamela Bach (1963–2025). Ihre ältere Schwester ist Taylor-Ann Hasselhoff.
Nachdem sie als Kind kleinere Auftritte in Film- und Fernsehproduktionen ihrer Eltern übernommen hatte, erhielt Hasselhoff 2010 eine der Hauptrollen in der Fernsehserie Huge. Im selben Jahr war sie in der Doku-Soap The Hasselhoffs über das Leben ihrer prominenten Familie zu sehen. Bis 2016 folgten kleinere Rollen in Fernsehserien und Filmen, danach Teilnahmen an mehreren US-amerikanischen Reality-TV-Formaten. 2019 nahm sie an The X Factor: Celebrity, einer Sonderausgabe von The X Factor mit Prominenten teil.
Neben ihrer Tätigkeit als Schauspielerin ist Hasselhoff als Plus-Size-Model aktiv. 2021 war sie als erstes Plus-Size-Model auf dem Titel des deutschen Playboy zu sehen.

## Filmografie (Auswahl)
- 1999, 2000: Baywatch – Die Rettungsschwimmer von Malibu (Baywatch, Fernsehserie, 2 Folgen)
- 2002: More Than Puppy Love
- 2010: Huge (Fernsehserie, 10 Folgen)
- 2010: The Hasselhoffs
- 2012: Pair of Kings – Die Königsbrüder (Pair of Kings, Fernsehserie, 2 Folgen)
- 2016: Sharknado 4 (Sharknado: The 4th Awakens)